# Emilio Varela Isabel
Emilio Varela Isabel (Alacant, 6 de novembre de 1887 - 6 de gener de 1951) va ser un pintor valencià. Es troba entre els més destacats artistes alacantins de la primera meitat del segle xx. La seua pintura figurativa s'inspira en l'impressionisme i evoluciona devers posicions creatives molt personals i innovadores en l'ambient cultural i artístic local. Una part molt important de la seua obra es troba repartida entre nombrosos col·leccionistes, especialment de la ciutat d'Alacant, tot i que algunes peces han estat adquirides per institucions com ara el Museo Nacional de Arte Moderno i el Museu de Belles Arts Gravina (MUBAG).

## Biografia
Nat i mort a la mateixa casa del barri alacantí de Sant Francesc, es va iniciar als dotze anys en el dibuix i la pintura al taller de l'artista alcoià establert a aquella ciutat Llorenç Casanova, tenint per companys Llorenç Pericàs Ferrer i Adelardo Parrilla Candela. Va completar la seua formació a Madrid, on durant tres anys va ser deixeble del valencià Joaquim Sorolla i Bastida, qui el va posar en contacte amb les tècniques de representació pictòrica de la llum. En aquella estada va aprofitar per a aprendre dels mestres que eren exposats a les col·leccions del Museu del Prado.
El 1918 Sorolla el va posar en contacte amb el grup de l'avantguarda intel·lectual alacantina que incloïa, entre d'altres, el compositor Òscar Esplà i l'escriptor Gabriel Miró. Aquest contacte va ser l'inici de la progressiva immersió de Varela als cercles culturals alacantins durant la dècada dels anys vint i fins a la Guerra Civil. Com a membre activu de l'Ateneu, s'hi va relacionar amb l'economista Germán Bernácer Tormo, el seu germà el poeta Julio Bernácer Tormo (al que va regalar algunes pintures dedicades), el músic José Juan Pérez, l'arquitecte Juan Vidal i Ramos i l'advovat José Guardiola Ortiz. També va lligar amistat amb Eduardo Irles o Rafael Tormo. Durant aquest periode va tenir relació artística amb els pintors Benjamín Palencia i Daniel Vázquez Díaz, els quals el van acostar al panorama artístic de París. L'interés per conèixer de primera mà els corrents artístics parisins el va dur a visitar la capital francesa, convidat per Òscar Esplà, durant dues setmanes del 1928.
La primera mitat dels anys trenta va ser un període de gran activitat per a Varela. Va lligar una forta relació tant amb la seua ciutat com amb la seua horta, que tenia aleshores gran encant, i on havia fet de la casa El Derique el seu dipòsit de materials de pintura. Va fer de paratges de l'entorn, com ara la serra d'Aitana, la vall del riu Guadalest, o el litoral del Penyal d'Ifac, els seus llocs d'inspiració en contacte amb la natura. Va desemvolupar en plein air una pintura de paisatges urbans, rurals i mariners sense desatendre, no obstant això, el treball d'estudi i la pintura de natura morta, el retrat i, en particular, l'autorretrat.
Des del 1935 comencen a manifestarse en Varela uns primers símptomes depresius, que aniran repetint-se posteriorment a mesura que van desapareixent alguns del seus familiars més propers. La seua mort es va produir en plena crisi d'autoestima personal i artística.
A títol pòstum és fill predilecte d'Alacant.

## Pintura[calcitació]
D'entre la seua producció, l'obra pictòrica de Varela és la que va tenir més divulgació, i major i millor acollida entre una part de la burgesia local. Actualment és també la seua obra més coneguda i estudiada.
La seua pintura és eminentment figurativa i s'hi trasllueix una preocupació i interès manifestos a captar i plasmar la llum dels paisatges alacantins i el color del seu entorn urbà i rural. Varela va voler definir els paràmetres de representació d'un paisatge a manera de transposició de tot el que va aprendre dels seus antecessors i mitjançant les publicacions que rebia. Tot i que, com correspon a l'època, aquestes publicacions eren impreses en blanc i negre, Varela va saber fer la transcripció cromàtica de la seua realitat propera.
Convé no menysprear les seues aproximacions a les avantguardes, com ara la influència que en Varela va tenir en contemplar l'obra de Picasso, potser en època avançada del seu quefer pictòric. També va recollir l'efecte de la no figuració, o de l'abstracció lírica com a conseqüència de procedir a desmaterialitzar la forma mitjançant el color rotund.
Va rebre diverses influències estilístiques, pressentant la seua obra caires impressionistes, fauvistes o expressionistes que en ell esdevenen senzillament en pintar desbordat per la subjectivitat. Així és palès als seus innombrables paisatges i llocs quotidians: de la Serra d'Aitana mítica als llocs plàcids de la llavors bella horta alacantina. O bé del tòtem que representa el penyal d'Ifach, fita singular al perfil de la costa.
Especial atenció mereixen els autoretrats, el nombre dels quals supera amb llarguesa el centenar. Constitueixen autèntics exercicis d'introspecció psicològica i plasmació de l'estat anímic on està representat el seu recorregut vital i la seua manera d'anar entenent i plasmant la pintura, a mesura que avançava la seua carrera artística. En ells es presenten les mateixes etapes que en la pintura paisatgística.

## Dibuixos
Tot i que la producció pictòrica de Varela és molt més coneguda, cal fer esment també dels seus dibuixos a llapis de grafit sobre paper, així com dels dibuixos aquarel·lats i les mateixes aquarel·les. En són nombrosos els realitzats amb llapis de punta de plom, en ocasions usant la ploma i alguns detalls de color a l'aquarel·la.
Els seus dibuixos estan sempre realitzats amb un traç ferm i segur, seguint un recorregut que va des de la figuració amb temes quotidians, apunts de paisatge, personatges propers o animals domèstics, fins a les solucions completament abstractes.

## Motius pictòrics
Els motius es repeteixen sovint en la seua obra. El Benacantil, a Alacant, constitueix un dels que més ha reiterat, com succeeix amb la icònica penya que alberga el Castell de Guadalest, o la fita visual que constitueix el penyal d'Ifach. També els perfils de la Serra de la Xortà, pintada des d'Aitana, o els arbres d'aquests territoris i els de l'horta alacantina. O aquells llocs, més domèstics, del litoral urbà, amb el passeig de l'Esplanada al costat de la dàrsena del port i els pavellons per a prendre els banys de mar a la contigua platja del Postiguet, alguns d'aspecte  puntillista. També els interiors de la bella arquitectura de les masies i la representació de natures mortes en les quals utilitzava, com a models, senzills elements domèstics d'ús quotidià.

## Premis
- 1906, Madrid. Exposición Nacional de Bellas Artes. Menció honorífica pel seu quadre Gitanes.
- 1944, Alacant. I Exposición Provincial de Bellas Artes. Diputació Provincial. Primera medalla.
- 1946, Alacant. II Exposición Provincial de Bellas Artes. Diputació Provincial. Primer premi.

## Exposicions
Al costat d'altres mostres col·lectives i petites exposicions –expecialment a l'Ateneu d'Alacant, on entre mostra i mostra hi penjava permanentment algunes obres–, aquestes són les principals exposicions del pintor en vida:
- 1903, Alacant. Exposició Artística i Industrial Provincial. Ajuntament, col·lectiva.
- 1918, Alacant. I Salón del Círculo de Bellas Artes.
- 1919, Saragossa. Sala La Decoradora, col·lectiva.
- 1920, Saragossa. Sala La Decoradora, Salón de Otoño, col·lectiva.
- 1921, Alacant. Col·lectiva. Centre d'Escriptors i Artistes.
- 1922, Madrid. Exposición de Bellas Artes.
- 1923, Madrid. Col·lectiva, Palacio del Retiro.
- 1923, Alacant (desembre). Ateneu Científic, Literari i Artístic. Primera individual.
- 1925, Alacant (març). Ateneu, individual.
- 1926, Alacant (desembre) Ateneu, individual.
- 1928, Alacant. Ateneu, quarta mostra individual.
- 1930, Barcelona (14 al 28 de juny). Sala Parés, individual.
- 1932, Alacant (desembre). Ateneu, individual. Amb 58 obres, la major de quantes en va realitzar.
- 1935, Alacant (juny). Ateneu, individual.
- 1936, Alacant (maig). Ateneu. La darrera mostra individual en vida.
- 1940, Alacant. Salons del Casino. Col·lectiva.
- 1944, Alacant. Diputació Provincial. Col·lectiva, I Exposición Provincial de Bellas Artes.
- 1946, Alacant. Diputació Provincial. Col·lectiva, II Exposición Provincial de Bellas Artes.
- 1951, Madrid. Salón de los Once, primera mostra pòstuma.

## Obra en museus i col·leccions
- Museo Nacional de Arte Moderno
- Museu de Belles Arts Gravina
- Col·lecció BBVA España[8]